# Pengar (film)
Pengar (franska: L'Argent) är en fransk dramafilm från 1928 i regi av Marcel L'Herbier. Den handlar om två rivaliserande bankirer, Saccard och Gunderman, och deras finansiella och personliga intriger när Saccard försöker rädda sin bank genom att sponsra en flygpionjär. Förlaga är Émile Zolas roman med samma namn från 1891. Filmen hade premiär 25 december 1928.
Pengar är en av de mest högprofilerade filmerna från rörelsen "première avant-garde", även känd som fransk impressionistisk film.

## Medverkande
- Pierre Alcover som Saccard
- Brigitte Helm som baronessa Sandorf
- Henry Victor som Jacques Hamelin
- Mary Glory som Line Hamelin
- Alfred Abel som Gunderman
- Antonin Artaud som Mazaud
- Jules Berry som Huret
- Yvette Guilbert som La Méchain